# Milada Váňová
Milada Váňová (* 18. listopadu 1927 Brno-Řečkovice) je česká vystudovaná právnička, výstavní a veletržní manažerka, učitelka jazyků a překladatelka, filantropka.

## Život
Narodila se v brněnských Řečkovicích 18. listopadu 1927. Její otec byl kynolog. Podle vlastních slov působila v mládí ve skautu a Sokolu. Vystudovala právo, přičemž absolvovala dvě vysoké školy.
Stála u zrodu podniku zahraničního obchodu Brněnské veletrhy a výstavy na počátku 60. let a stala se jednou z jeho prvních zaměstnanců. První tři veletrhy řídila tiskové středisko pro zahraniční novináře. Velkou část svého profesního života, téměř třicet let, pak zasvětila organizaci veletrhů a československé účasti na nich v různých zemích světa, v Evropě i na Blízkém východě. Podle vlastních slov pracovala i na zahraničních odborech ministerstev včetně ministerstva kultury.
Většinu života prožila v rodinném domě postaveném jejími rodiči. V polovině 80. let oficiálně odešla do penze, zůstala však velmi aktivní a činorodou. Díky znalosti angličtiny, němčiny, ruštiny, francouzštiny a španělštiny se věnovala výuce jazyků a překladatelství, po sametové revoluci z roku 1989 spoluzaložila jazykovou školu, později vyučovala jazyky na magistrátu města Brna, v útvaru městského architekta i na několika gymnáziích.
Ve svých 87 letech se rozhodla odkázat svůj majetek Armádě spásy a jejím prostřednictvím lidem bez domova, za což byla v roce 2015 nominována na cenu Via Bona, udělovanou Nadací Via filantropům. V roce 2016 založila projekt Můj pes a já – oba bez domova na podporu prů žijících s lidmi bez domova, který měl zajistit jídlo, čipování, očkování a další veterinární péči, později zakládal psí boudy u bezdomoveckých zařízení či kotce v útulcích určené k dočasnému odložení psů lidmi bez domova. Později založila nadační fond Jasná cesta pro podporu a rozvoji dětí ze základních škol, žijících v sociálně vyloučeném prostředí.
Na konci ledna 2018 jí byla udělena Cena města Brna za předchozí rok 2017 za mimořádný přínos městu Brnu. V roce 2018 obdržela za svou pedagogickou a dobrovolnickou činnost cenu Křesadlo Jihomoravského kraje. Dne 15. června 2019, u příležitosti 100. výročí založení školy, jí byla předána Malá bronzová medaile Masarykovy univerzity, a to jako jedné z 18 absolventů univerzity.